# Арас Булут Ийнемли
Арас Булут Ийнемли (роден на 25 август 1990 г.) е турски актьор. Смятан е за един от най-талантливите и най-добре платени турски актьори. Най-известен с ролите си в Времето лети(2010–2013), Великолепният век (2013–2014) , Вътрешен човек (2016–2017) , Ямата (2017). –2021) и Чудото в клетка №7 (2019).

## Кариера
След участва в 2-3 реклами, той получава роля в драматичния сериал Времето лети  през 2010 г. Тази драма печели международен успех и Ийнемли също получава награда. Преди това той също е участва в драмата Back Street, но напуска след първата част, тъй като трябва да завърши образованието си по авиоинженерство. Продължава обучението си в катедрата по аеронавигационно инженерство в Истанбулския технически университет .  През 2011 г., когато е на 21 години, той получава наградата в Анталия за най-добър поддържащ актьор.
През 2013 г. се появява в азербайджанско-турския филм Махмут и Мерием, базиран на романа на Елчин Ефендиев,където играе момче с увреждания.  Същата година участва в историческия сериал Великолепният век в ролята на принц Баязид.
През 2015 г. Ийнемли е избран да изиграе главната мъжка роля в сериала Maral: En Güzel Hikayem заедно с актрисата Хазал Кая . През 2016–17 г. той играе ролята на Умут Йълмаз / Мерт Карадаа в сериала Вътрешен човек . През 2017 г. той започва да играе ролята на Ямач Кочавалъ в Ямата (сериал).
Също така, Ийнемли се появява в много реклами и е лице на множество марки.

## Личен живот
Той има по-голям брат, актьора Орчун Ийнемли и по-голяма сестра, телевизионна водеща и певеца Йешим Ийнемли.  Други роднини, които са актьори, са Мирай Данер (братовчедка), Дженгиз Данер (чичо) и Илхан Данер (прачичо). 

## Филмография

### Филми
| Година  | Заглавие              | Оригинално заглавие | Роля                  | Бележки         |
| ------- | --------------------- | ------------------- | --------------------- | --------------- |
| 2013 г. | Махмут и Мерием       | Mahmut ile Meryem   | Махмут                | Главна роля     |
| 2013 г. | Добре ли сме?         | Tamam mıyız?        | Ихсан                 | Главна роля     |
| 2017 г  | Господарят на чайката | Martıların Efendisi | Таксиметров шофьор    | Поддържаща роля |
| 2019 г  | Чудо в клетка №7      | 7 Koğuştaki Mucize  | Мемо                  | Главна роля     |
| 2023 г  | Ататюрк               | Atatürk             | Мустафа Кемал Ататюрк | Главна роля     |

### Телевизия
| Година      | Заглавие                           | Оригинално заглавие        | Роля                       | Тв канал | Бележки              |
| ----------- | ---------------------------------- | -------------------------- | -------------------------- | -------- | -------------------- |
| 2009 г      | Опасни улици                       | Arkan Sokaklar             | Сенер                      | Kanal D  | Епизодчна роля       |
| 2010–2013 г | Времето лети                       | Öyle Bir Geçer Zaman ki    | Мете Акарсу                | Kanal D  | Главна роля          |
| 2013–2014 г | Великолепният век                  | Muhteşem Yüzyıl            | Шехзаде Баязид             | Star TV  | Главна роля; сезон 4 |
| 2015 г      | Марал: Моята най-красива история   | Maral: En Güzel Hikayem    | Сарп Алтан                 | TV8      | Главна роля          |
| 2015 г      | The Voice Turkey Christmas Special | O Ses Türkiye Yılbaşı Özel | Себе си                    | TV8      | Епизод "Тази вечер". |
| 2016–2017 г | Вътрешен човек                     | İçerde                     | Умут Йълмаз / Мерт Карадаа | Show TV  | Главна роля          |
| 2017–2021 г | Ямата                              | Çukur                      | Ямач Кочовалъ              | Show TV  | Главна роля          |
| 2019 г      | Ирония на съдбата                  | Çarpışma                   | Ямач Кочовалъ              | Show TV  | Епизодична роля      |

1. ↑  Hazal Kaya ve Aras Bulut İynemli, İzzet Çapa'ya konuştu! //   Gecce. Посетен на 6 November 2019.
2. ↑  Aras Bulut İynemli'nin oyunculuğu beğenilmedi //   Посетен на 10 November 2019.
3. ↑  "MARAL" ADLI DİZİYLE EKRANLARA GERİ DÖNEN HAZAL KAYA VE ARAS BULUT İYNEMLİ'DEN SAMİMİ AÇIKLAMALAR!. – Uçankuş //  ucankus.    Архивиран от оригинала на 2021-12-02. Посетен на 2024-01-16.
4. ↑  Haber, Super. Aras Bulut İynemli'nin kuzeni ve ağabeyi de oyuncu çıktı! //  superhaber.tv/aras-bulut-iynemlinin-agabeyi-de-oyuncu-cikti-galeri-175204.